# Охремчик, Аркадий Васильевич
Аркадий Васильевич Охре́мчик (1907—1981) — советский хозяйственный деятель в сфере железнодорожного транспорта.

## Биография
Родился 3 марта 1907 года[по какому календарю?] в Варшаве в семье железнодорожника. Вскоре семья переехала на станцию Новозыбков Полесских железных дорог, где отец поступил на работу кондуктором-тормозильщиком. В 1919 году отец умер и мать осталась с тремя детьми. Для подростка началась трудовая жизнь: он колол дрова для кипятильника, был чернорабочим, разносил телеграммы. В 16 лет поступил ремонтным рабочим дистанции пути на станции Новозыбков. Затем работал там же молотобойцев в кузнице, подручным слесаря в мастерской дистанции. Одновременно учился в вечерней школе.
В 1935 году окончил ЛИЖТ и период 1935—1941 годов работал на инженерных должностях в службе движения Кировской ЖД (станции Петрозаводск, Волховстрой); прошёл все ступени от дежурного по парку до начальника Петрозаводского отделения движения.
С начала Великой Отечественной войны и до конца 1944 года выполнял работу начальника службы движения и первого заместителя начальника Кировской ЖД, на которой действовал только северный участок магистрали. Этот был наиболее опасный и ответственный участок дороги для вывоза военных грузов, прибывающих морем в Мурманск от союзников. После освобождения Петрозаводска летом 1944 года он руководил восстановлением железнодорожного хозяйства. Как опытный специалист, в начале 1945 года, он был назначен руководителем Северо-Западного центрального управления движения НКПС, где он работал вместе с будущим министром путей сообщения Борисом Павловичем Бещевым. С образованием округов Аркадий Васильевич стал заместителем начальника Северо-Западного округа железных дорог.
В 1945—1946 годах начальник службы движения дорог Северо-Запада Центрального управления движения МПС СССР.
Генерал-директор движения 3-го ранга (с 29.7.1945 приказом № 1934), Генерал-директор движения второго ранга (с 1.8.1959).
В мае 1950 года А. В. Охремчик был назначен начальником ЮВЖД, состояние которой к тому времени было критическим. Хозяйство дороги серьезно пострадала во время войны, остро ощущалась нехватка кадров ведущих профессий, график движения поездов не соблюдался, уровень работы был ниже довоенного. Положение на магистрали обсуждалось на заседании Совета министров СССР. Приняв дорогу в критическом состоянии за два года упорной работы Охремчук вывел дорогу из отстающих и в 1952 году ЮВЖД уже успешно выполнила государственный план перевозок.
В мае 1953 года был назначен начальником ЖД имени В. В. Куйбышева. Руководил дорогой в сложное время. С 1956 года по решению СМ СССР шла электрификация огромной магистрали Москва — Байкал. Тысяча километров этой трассы лежала в границах Куйбышевской. Было большим искусством сочетать интересы движения и наступление с востока строительных и энергомонтажных поездов, на снижая пропускной способности дороги проводилась грандиозная реконструкция главного электрифицируемого хода дороги.
В 1959 году вновь стал начальником ЮВЖД. Здесь только начиналась электрификация, и «новому» начальнику дороги пришлось повторить всё, что было сделано на Куйбышевской. Более 12 лет он успешно руководил ЮВЖД.
С 1971 года работал в представительстве МПС СССР при СЭВ (Прага). Делегат XXIV съезда КПСС (1971).
Скончался 30 августа 1981 года. Похоронен в Воронеже на Коминтерновском кладбище.

## Награды и премии
- Указом Президиума Верховного Совета СССР от 1 августа 1959 года за выдающиеся успехи, достигнутые в развитии железнодорожного транспорта Охремчику Аркадию Васильевичу присвоено звание Героя Социалистического Труда с вручением ордена Ленина и золотой медали «Серп и Молот».
- три ордена Ленина (29.7.1945; 1.8.1953; 1.8.1959)
- три ордена Красного Знамени (17.5.1940; 31.8.1949; 16.7.1951)
- два ордена «Знак Почёта» (21.7.1942; 9.8.1958)
- медали
- Почётный железнодорожник (1944)
- на здании Управления ЮВЖД (Воронеж, проспект Революции, № 18) мемориальная доска (2015)

## Семья
- жена — Лариса Георгиевна (30.1.1913 — 5.8.1975)
- сын — Сергей Аркадьевич (р. 1942), окончил физический факультет ВГУ имени Ленинского комсомола (1964); преподаватель кафедры радиофизики там же, кандидат химических наук (1975), тема диссертации «Электронная проводимость некоторых соединений с анти-К-витаминной активностью»,
- сестра — Мария Васильевна, инженер-химик завода № 349 имени ОГПУ (Ленинград)
- брат — Евгений Васильевич, продолжил династию железнодорожников
- брат — Николай Васильевич подполковник, зам командира артиллерийской бригады
- мать — Надежда Павловна Стряткова (ок. 1880 — 1940, Ленинград)
- отец — Василий Емельянович (ок. 1875 — 1919, станция Новозыбков) кондуктор-тормозильщик, переведен на ж\д станцию «Гомель» Полесской железной дороги (1914), скончался от тифа.